# Garsa de Sri Lanka
La garsa blava de Sri Lanka o garsa de Ceilan (Urocissa ornata) és un còrvid endèmic de Sri Lanka. Viu en boscos sempreverds i humits. La seva població es troba en recessió a conseqüència de la pèrdua d'hàbitats. Sol formar grups de sis o set individus.

## Característiques
La garsa blava de Sri Lanka és principalment carnívora, amb una dieta a base de petites granotes, llangardaixos, insectes i altres invertebrats; ocasionalment també menja fruita. Construeix els nius amb forma de copa en arbres o arbusts, en el qual hi ponen entre 3 i 5 ous. Els ous són força blancs amb taques de color marró. Malgrat que tots dos sexes construeixen el niu i alimenten els joves, només la femella incuba els ous. La garsa blava de Sri Lanka presenta una mida semblant a l'europea, entre 42 i 47 centímetres. Els adults presenten el cap, el coll i el pit de color marró vermellós, això com també les plomes de vol, tant les primàries com les secundàries. La resta de plomatge és d'un color blau violaci clar, i també blau cel sobretot a la gropa i la part superiors. La cua és llarga i de olor blau amb punts blancs a la zona superior, mentre que la part inferior és més clara i amb punts més grossos. El bec és de color corall i els ulls presenten color marró, rodejats per un anell ocular de color vermell. Les potes són vermelles.

## Hàbitat
La garsa blava de Sri Lanka es troba en boscos primaris tropicals no pertorbats, en turons o terres baixes de les zones humides. També es localitza als marges de les plantacions de te, i el seu hàbitat pot oscil·lar entre els 50 i els 2100 metres d'alçada. Es troba només a Sri Lanka, d'on és endèmica, principalment al sud-oest de l'illa.

## Conservació
L'espècie presenta una àrea petita de distribució i a més a més aquesta es troba en recessió; el seu hàbitat -boscos humits- presenten un cert grau de degradació, fet que també provoca el declivi de l'espècie. Per tots aquests motius, l'espècie ha estat classificada com a vulnerable.